# Novoty
Novoty byl zábavný televizní pořad z produkce TV Nova, který moderoval Petr Novotný.
Novoty byly estrádou písniček, scének, vtipů, humoru a převleků Petra Novotného, ve které vystupovaly i ty největší české hvězdy. Častým tématem jeho vyprávění byla jeho snaha zhubnout, nebo také jeho rodina.
Novoty byly úspěšným pořadem TV Nova  , a byly vysílány několik let. Později byl pořad lehce modifikován, a pod názvem Dobroty byly ještě nějakou dobu vysílány.

## Zajímavosti
- V duchu Novot byly vysílány také tři Silvestrovské show TV Nova, které moderoval Petr Novotný.
- Petr Novotný často vyprávěl o své manželce, ale nikdy jí neukázal. Ta se tak stala skoro přízrakem [4], stejně jako manželka detektiva Columba ze stejnojmenného seriálu.